# Gilbert (évêque d'Évreux)
Pour les articles homonymes, voir Gilbert.
Gilbert (Gislebertus, Gyslebertus) est un évêque d'Évreux.

## Biographie
On connaît peu de choses de cet évêque. Il est de façon certaine évêque d'Évreux de 1012 à 1014. Il signe avec l'archevêque de Rouen Robert une charte concernant le prieuré de Longueville.
Selon le nécrologe d'Évreux, il est mort en 1024 mais il semble qu'il faut considérer la date 1014 eu égard aux dates de son successeur.